# Rhytiphora basalis
Rhytiphora basalis är en skalbaggsart som först beskrevs av Aurivillius 1917.  Rhytiphora basalis ingår i släktet Rhytiphora och familjen långhorningar. Inga underarter finns listade i Catalogue of Life.